# Donald Ogden Stewart
Donald Ogden Stewart (Columbus, 30 novembre 1894 – Londra, 2 agosto 1980) è stato uno scrittore e sceneggiatore statunitense.

## La vita
Si laureò all'Università Yale nel 1916 e fu inquadrato tra i riservisti della marina statunitense durante la prima guerra mondiale.
Alla fine della guerra iniziò ad interessarsi alla scrittura e riscosse un primo successo con A Parody Outline of History, con cui satireggiava sull'edizione del 1920 di The Outline of History di H. G. Wells. Entrò così a far parte del gruppo di letterati dell'Algonquin Round Table. Più o meno in quel periodo, un amico lo avvicinò al mondo del teatro e divenne uno dei più apprezzati commediografi di Broadway degli anni venti.
Fu amico di Dorothy Parker, Robert Benchley, George S. Kaufman, diventando anche lui uno dei membri della Tavola rotonda dell'Algonquin. Fu amico anche di Ernest Hemingway, diventando il modello su cui lo scrittore tratteggiò il personaggio di Bill Gorton in Il sole sorgerà ancora.
Nel 1924, per conto dell'editore George H. Doran, scrisse Mr. and Mrs. Haddock Abroad , una pungente parodia del turista americano medio.
Decise di dedicarsi all'adattamento cinematografico di alcune delle sue opere teatrali ma, sulle prime, dovette adattare dei lavori di altri autori, dato che i suoi erano stati inizialmente scartati. Questa situazione lo spinse a trasferirsi a Hollywood personalmente. Una voltà giunto lì si dedicò principalmente alla scrittura, ma una volta interpretò anche un ruolo secondario nel film Not so Dumb (in italiano Gabbia di matti). Entro gli anni trenta era diventato noto soprattutto come sceneggiatore. Nel 1941 vinse un premio Oscar per la migliore sceneggiatura non originale per il film Scandalo a Filadelfia.
Con l'avvicinarsi della seconda guerra mondiale diventò membro della "Hollywood Anti-Nazi League". Durante il periodo del maccartismo, l'organizzazione fu sospettata di simpatie comuniste, così Stewart nel 1950 finì nella lista nera e dovette per questo motivo trasferirsi in Inghilterra l'anno successivo. Rimasto in Europa, nel 1975 scrisse un'autobiografia intitolata By a Stroke of Luck.

## Vita privata
Si sposò due volte: la prima con Beatrice Ames (1924-1938), la seconda con Ella Winter (1939-1980).
Morì a Londra nel 1980, lasciando la moglie Ella Winter, con cui era stato sposato per oltre quarant'anni.

## Filmografia
La filmografia è completa. Quando manca il nome del regista, questo non viene riportato nei titoli

### Sceneggiatore
- Brown of Harvard, regia di Jack Conway - (adattamento) (1926)
- Traffic Regulations - sceneggiatore (1929)
- Humorous Flights, regia di Fred Fleck - sceneggiatore (1929)
- Laughter, regia di Harry d'Abbadie d'Arrast  (1930)
- Finn ed Hattie, regia di Norman Z. McLeod e Norman Taurog - dal romanzo romanzo "Mr and Mrs Haddock Abroad (1931)
- Il marito ricco (Tarnished Lady), regia di George Cukor - dalla storia New York Lady e sceneggiatura (1931)
- Rebound, regia di Edward H. Griffith - dal lavoro teatrale (1931)
- Catene (Smilin' Through), regia di Sidney Franklin - (dialoghi) (1932)
- Lo schiaffo (Red Dust), regia di Victor Fleming (non accreditato) - addizionale (non accreditato) (1932)
- La suora bianca (The White Sister), regia di Victor Fleming (non accreditato) (1933)
- Another Language, regia di Edward H. Griffith  (1933)
- Pranzo alle otto (Dinner at Eight), regia di George Cukor - (dialogo addizionale)   (1933)
- Verso Hollywood (Going Hollywood), regia di Raoul Walsh - sceneggiatore(1933)
- La famiglia Barrett (The Barretts of Wimpole Street), regia di Sidney Franklin (1934)
- Tentazione bionda (Reckless), regia di Victor Fleming - collaboratore sceneggiatura (non accreditato) (1935)
- Non più signore (No More Ladies), regia di Edward H. Griffith e, non accreditato, George Cukor - sceneggiatore (1935)
- Il prigioniero di Zenda (dialogo addizionale)  (1937)
- Incantesimo (Holiday), regia di George Cukor - (sceneggiatore) (1938)
- Maria Antonietta (Marie Antoinette), regia di W. S. Van Dyke e, non accreditato, Julien Duvivier - (sceneggiatore) (1938)
- Un grande amore (Love Affair), regia di Leo McCarey - sceneggiatore (1939)
- Donne (The Women), regia di George Cukor (1939)
- The Night of Nights, regia di Lewis Milestone - sceneggiatura originale (1939)
- Scandalo a Filadelfia (The Philadelphia Story), regia di George Cukor - (sceneggiatore) (1940)
- Kitty Foyle, ragazza innamorata (Kitty Foyle: The Natural History of a Woman), regia di Sam Wood - (dialogo addizionale) (1940)
- Quell'incerto sentimento (That Uncertain Feeling), regia di Ernst Lubitsch - (sceneggiatore) (1941)
- Volto di donna (A Woman's Face), regia di George Cukor - sceneggiatore (1941)
- Catene del passato (Smilin' Through), regia di Frank Borzage - (sceneggiatore)  (1941)
- Destino (Tales of Manhattan), regia di Julien Duvivier - (1942)
- Prigioniera di un segreto (Keeper of the Flame), regia di George Cukor - (sceneggiatore)  (1942)
- Per sempre e un giorno ancora (Forever and a Day), regia di Edmund Goulding, Cedric Hardwicke, Frank Lloyd, Victor Saville, Robert Stevenson, Herbert Wilcox, René Clair - sceneggiatore  (1943)
- Senza amore (Without Love), regia di Harold S. Bucquet  (1945)
- Vita col padre (Life with Father), regia di Michael Curtiz  (1947)
- Il giudice Timberlane (Cass Timberlane) di George Sidney - (adattamento) (1947)
- Edoardo, mio figlio (Edward, My Son) di George Cukor (1949)
- Europa '51 di Roberto Rossellini - non accreditato (1952)
- Il prigioniero di Zenda (The Prisoner of Zenda) di Richard Thorpe - (dialoghi addizionali) (inizialmente non accreditato) (1952)
- Tempo d'estate (Summertime) di David Lean - (non accreditato) (1955)
- Un amore splendido (An Affair to Remember) di Leo McCarey - sceneggiatura originale (non accreditato) (1957)
- Delitto blu (Escapade), regia di Philip Leacock - sceneggiatura (1957)
- Avventura a Malaga (Moment of Danger), regia di László Benedek - sceneggiatura (1960)
- Love affair - un grande amore, regia di Glenn Gordon Caron - sceneggiatura del 1939 (1994)
- Robert Benchley and the Knights of the Algonquin - sceneggiatura (1998)
- Amore e guerra, regia di Woody Allen - (non accreditato) (1975)[2]

### Tv
- The Kidders episodio di "Thursday Theatre" - autore del lavoro originale (1965)
- Pranzo alle otto (Dinner at Eight) - dialogo addizionale (1989)

### Attore
- Night Club, regia di Robert Florey - cortometraggio (1929)
- Gabbia di matti (Not So Dumb), regia di King Vidor (1930)
- La suora bianca (The White Sister), regia di, non accreditato, Victor Fleming (1933)
- Non più signore (No More Ladies), regia di Edward H. Griffith e, non accreditato, George Cukor (1935)

### Apparizioni di Donald Ogden Stewart in film e documentari
- Traffic Regulations - sé stesso (1929)
- Humorous Flights di Fred Fleck - sé stesso (1929)
- Robert Benchley and the Knights of the Algonquin - (filmati d'archivio) (1998)

### Ringraziamenti
- Hollywood ... Hollywood (That's Entertainment, Part II) di Gene Kelly (1976)